# Newburgh (Indiana)
Pour les articles homonymes, voir Newburgh.
Newburgh est une ville située dans l'Ohio Township, dans le comté de Warrick, Indiana, aux États-Unis. Elle est bordée par la rivière Ohio. Sa population était de 3 325 habitants lors du recensement de 2010.

## Histoire

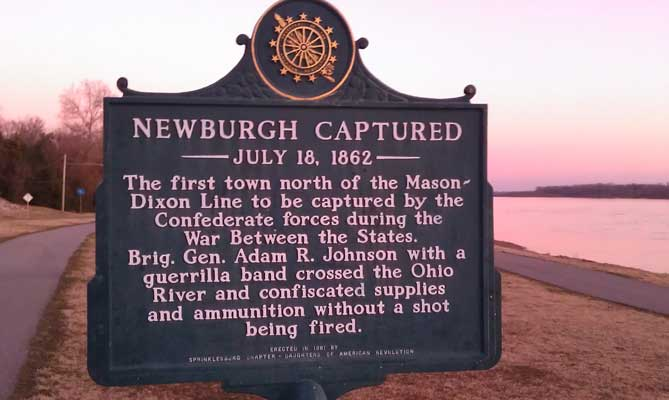
Marqueur historique du raid de Newburgh.

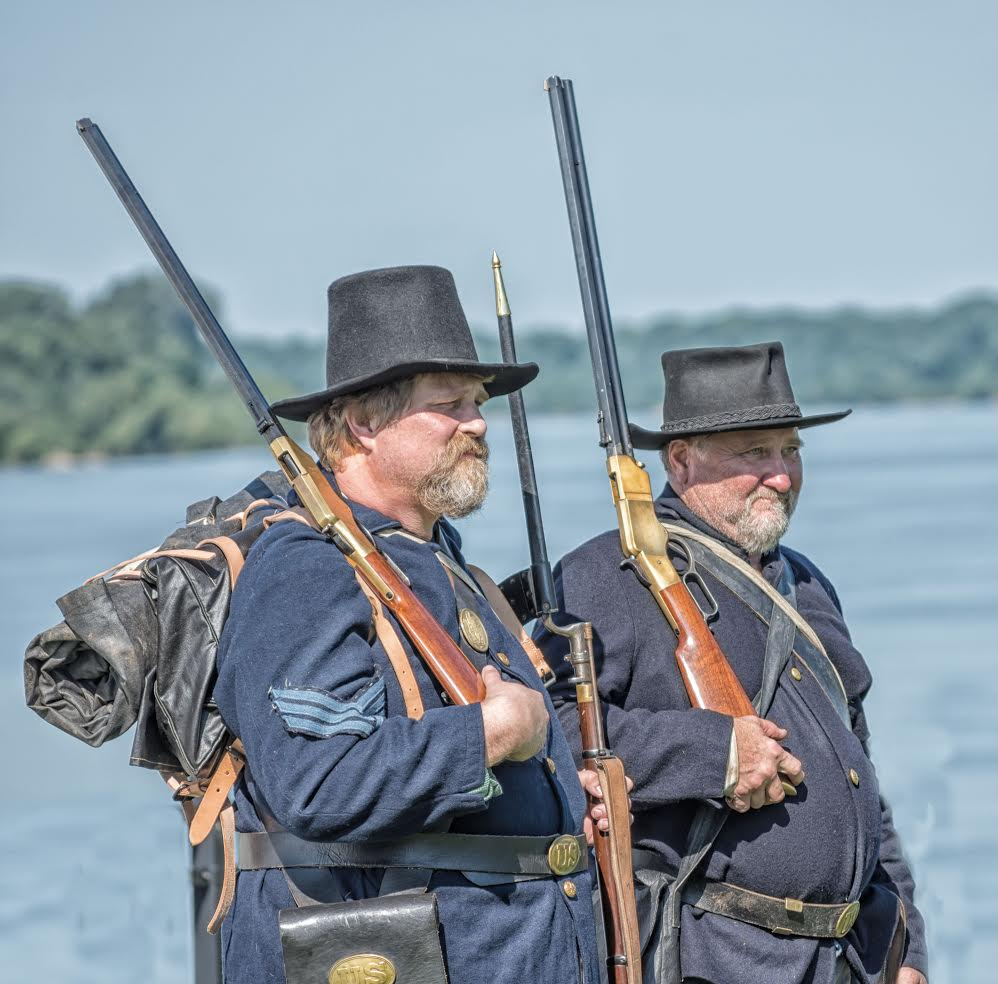
Acteurs de la reconstitution du raid de Newburgh.

En tant que ville située sur les rives fertiles de la rivière Ohio, Newburgh a une longue et riche histoire liées à l'activité humaine. Les explorateurs occidentaux sont arrivés dans la région au XVIIe siècle. Mais pendant des siècles avant cela, il la région a été habitée par les Shawnees et était proche du centre de la culture préhistorique Mississippian, même en 1450 A.D. Les preuves de cette société préhistorique se trouvent aujourd'hui à Angel Mounds, un site historique national, et à Ellerbusch Site, à environ trois kilomètres (deux miles) à l'ouest de Newburgh.
Les principaux fondateurs de Newburgh sont John Sprinkle et Abner Luce. Sprinkle, un homme d'affaires d'origine allemande, qui ont débarqué à Newburgh au printemps de 1803, treize ans avant que l'Indiana n'entre dans l'Union en tant que 19e État. Il obtient des concessions de terre en 1812 et en 1818 ce qui deviennent connues sous le nom de Sprinklesburgh (parfois appelé « Mount Pleasant »). C'est la première ville du comté de Warrick. La parcelle d'origine de Sprinklesburgh se compose d'environ 12 blocs situés immédiatement à l'ouest du centre-ville de l'actuel Newburgh.
Abner Luce a fondé Newburgh presque directement à l'est de Sprinklesburgh en 1829. En 1841, la parcelle de Luce est fusionné avec Sprinkelsburgh et le nom de la ville est changé en Newburgh. Cependant, c'est la terre de Samuel Short, une bande sur le bloc à l'ouest de State Street, qui est aujourd'hui parmi les terres les plus visibles et importantes dans le centre-ville de Newburgh.
Au début de son histoire, Newburgh connait la prospérité. En 1850, la ville devient l'un des plus grands ports fluviaux de la rivière Ohio-Mississippi, entre Cincinnati et la Nouvelle-Orléans. Une grande partie de sa croissance au cours de cette période est attribuable à l'extraction du charbon et à son emplacement avantageux sur la rivière Ohio. La première mine souterraine de l'Indiana est ouverte à Newburgh en 1850. Cependant, lorsque le réseau ferroviaire national arrive dans le sud de l'Indiana, il contourne complètement Newburgh en faveur d'Evansville, amorçant un changement permanent de la domination économique régionale.
Selon un certain nombre de sources historiques, Newburgh est une étape importante sur le chemin de fer clandestin entre l'embouchure de la rivière Little Pigeon et le lac Michigan. Le 18 juillet 1862, Newburgh est la première ville au nord de la ligne Mason-Dixon à être capturée par les forces confédérées pendant la guerre de Sécession au cours du raid de Newburgh. Le colonel Adam "Stovepipe" Johnson, avec une bande de partisans, traverse la rivière Ohio et confisqué des fournitures et des munitions sans tirer un coup de feu. Les Confédérés auraient été incapables de bombarder la ville (comme promis) si Newburgh s'était battu. Les « canons » des Confédérés sont un assemblage d'un tuyau de poêle, d'une bûche carbonisée et de roues de chariot. Le raid convainc le gouvernement fédéral qu'il était nécessaire de fournir à l'Indiana une force permanente de soldats réguliers de l'armée de l'Union pour contrer les raids futurs. La plupart des structures utilisées dans ce raid sont toujours debout, y compris l'Hôtel Exchange.
L'économie de Newburgh bénéficie de la construction du Lock and Dam 47 dans les années 1920 et de son remplacement en 1974 par l'écluse et le barrage de Newburgh. La ville bénéficie également de l'arrivée et de l'expansion ultérieure de la société ALCOA (Aluminum Company of America) dans les années 1950 et 1970. Beaucoup de résidents de Newburgh alternent avec les entreprises et l'industrie à Evansville et les régions avoisinantes.
En 1994, les dirigeants de Newburgh prévoient d'annexer de vastes zones qui auraient étendu les limites de la ville de Frame Road (ouest) et la SR 66 (au nord et à l'est). Du point de vue de la planification, cela aurait donné à Newburgh la capacité de prévoir l'utilisation des terres des grandes zones ouvertes et non aménagées. Cependant, en 2001, la direction de la ville détourne son attention de l'annexion vers la planification dans les limites actuelles de la ville bien établies.
Le 6 novembre 2005, la tornade d'Evansville de novembre 2005 fait 25 morts dans la ville voisine d'Evansville. Newburgh subit d'importants dommages matériels et des blessés, mais n'a aucun mort pendant l'épisode de 2 h 6 du matin.
L'ancienne église presbytérienne de Newburgh et le quartier historique original de Newburgh sont inscrits sur le Registre national des lieux historiques.

## Source
- (en) Cet article est partiellement ou en totalité issu de l’article de Wikipédia en anglais intitulé « Newburgh, Indiana » (voir la liste des auteurs).

1. 1 2  (en) The Mississippian Tradition, Indiana Historical Society, 1998
2. 1 2  Taylor, Robert M., 1941-, Stevens, Errol Wayne,, Ponder, Mary Ann et Brockman, Paul,, Indiana : a new historical guide (ISBN 978-0-87195-048-2, OCLC 20170294, lire en ligne)
3. 1 2  Sisson, Richard, 1936-, Zacher, Christian K. et Cayton, Andrew R. L. (Andrew Robert Lee), 1954-, The American Midwest : an interpretive encyclopedia, Indiana University Press, 2007, 1890 p. (ISBN 978-0-253-34886-9, OCLC 70676538, lire en ligne)
4. ↑  (en) « UNDERGROUND RAILROAD SITES: WARRICK COUNTY »
5. ↑  Tucker, Spencer, 1937- et Pierpaoli, Paul G., Jr., 1962-, American Civil War : a state-by-state encyclopedia (ISBN 978-1-59884-529-7, OCLC 904281146, lire en ligne)
6. ↑  Eicher, David J., 1961-, The longest night : a military history of the Civil War, Touchstone, 2002, 992 p. (ISBN 978-0-7432-1846-7, OCLC 894784558, lire en ligne)
7. 1 2  (en) « 2001 to 2021 Comprehensive Plan for The Town of Newburgh, Indiana », Town of Newburgh, 5 mars 2001 (consulté le 5 janvier 2013).
8. ↑  (en) « National Register Information System », sur le site du National Park Service, National Register of Historic Places, 9 juillet 2010